# Jyrki Järvi
Jyrki Järvi (Helsínquia, 7 de fevereiro de 1966) é um velejador finlandês.

## Carreira
Jyrki Järvi representou seu país nos Jogos Olímpicos de 2000, na qual conquistou a medalha de ouro na classe 49er em 2000. 